# Centraal Hoogland (Madagaskar)

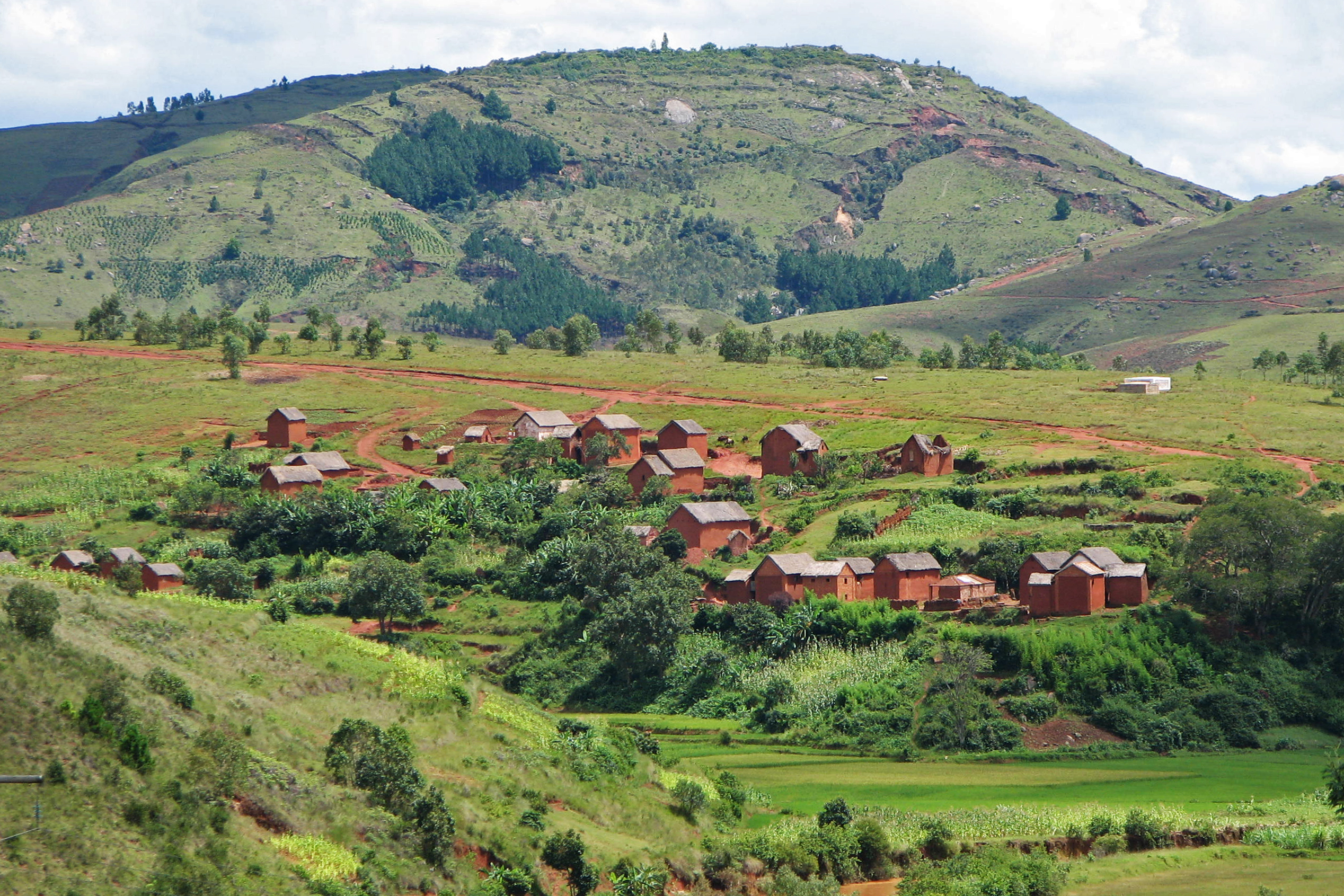
Dorpje in het Centrale Hoogland

Het Centraal Hoogland, ook bekend als Hauts-Plateaux ("Hoogvlaktes"), Hautes Terres de Madagascar ("Hooglanden van Madagaskar") of Haut Plateau du Centre ("Centrale Hoogvlakte") is de benaming voor het bergachtige biogeografische hoogland in het centrale deel van Madagaskar dat meer dan 800 meter uitrijst boven zeeniveau, al wordt de grens ook wel gelegd bij 1000 meter. 

## Geografie
Het Centrale Hoogland spreidt zich van noord naar zuid uit over een groot deel van het eiland en bevat twee massieven die oprijzen tussen de 750 en 1350 meter. Dit zijn het Andringitramassief in de regio Fianarantsoa en het Ankaratramassief ten zuiden van de hoofdstad Antananarivo. De hoogste bergtoppen zijn de Imarivolanitra (of Pic Boby; 2658 meter) in het Andringitramassief en de Tsiafajavona (2644 meter) in het Ankaratramassief. 
Het hoogland bestaat hoofdzakelijk uit graniet en is deels gevormd door vulkanische activiteit, hetgeen in het landschap zichtbaar is door een groot aantal verspreid gelegen vulkanische kegels en kraters, die tegenwoordig grotendeels begroeid zijn met savannevegetatie. Het Centrale Hoogland vormt ook het belangrijkste landbouwgebied van Madagaskar. Rijstterrassen, groentevelden, wijngaarden en theevelden strekken zich uit over de hellingen en valleien.
Het Centrale Hoogland wordt door de laaggelegen vallei Seuil de Mandritsara ("Drempel van Mandritsara") gescheiden van het Noordelijk Hoogland op de noordelijke punt van Madagaskar. Deze vallei heeft klaarblijkelijk een barrière gevormd tegen de dispersie van soorten in het hoogland, waardoor soortenparen (een supersoort bestaande uit twee zustergroepen) ontstonden zoals Voalavo gymnocaudus en Voalavo antsahabensis in de Noordelijke en Centrale Hooglanden. Soorten die beperkt bleven tot het Centrale Hoogland waren onder andere de vleermuissoorten Miniopterus manavi en Miniopterus sororculus, de knaagdieren Brachyuromys betsileoensis en Voalavo antsahabensis, de tenreks Hemicentetes nigriceps en Oryzorictes tetradactylus en de lemuur Cheirogaleus sibreei. Vanwege de uitgestrekte habitat van het Centrale Hoogland is er in tegenstelling tot het Noordelijk Hoogland slechts weinig lokale endemie.